# 今出川實種
今出川實種（1754年7月23日—1801年8月1日），是江戶時代中後期的公卿；也是藤原北家清華家的今出川家當主。

## 生涯
今出川實種在寶曆四年（1754年）出生，是父母西園寺公晃及今出川氏（今出川伊季女）的第三子。寶曆十年（1760年）從西園寺家入繼今出川家，次年（1761年）敘從五位上，後在明和三年（1766年）昇敘從三位，位列公卿。經任權中納言、踏歌節會外弁後，在安永四年（1775年）就任權大納言。
寬政十年（1798年）任內大臣，翌年（1799年）辭職，到享和元年（1801年）逝世，享年46歲。
| 王位覬覦者        | 王位覬覦者                               | 王位覬覦者        |
| ----------------- | ---------------------------------------- | ----------------- |
| 前任： 今出川公言 | 今出川家當主 1776年10月7日－1801年8月1日 | 繼任： 今出川尚季 |
| 官衔              |                                          |                   |
| 前任： 德大寺實祖 | 內大臣 1799年1月18日－1799年4月20日      | 繼任： 近衛基前   |
| 军职              |                                          |                   |
| 前任： 德大寺實祖 | 右大將 1799年1月18日－1799年4月20日      | 繼任： 花山院愛德 |